# Craniotectus
Craniotectus là một chi bọ cánh cứng trong họ Chrysomelidae.
Chi này được Laboissiere miêu tả khoa học năm 1932.

## Các loài
Chi này gồm các loài:
- Craniotectus corbetti (Laboissiere, 1932)